# Edgar Fernhout
Pour les articles homonymes, voir Fernhout.
Edgar Richard Johannes Fernhout, né le 17 août 1912 à Bergen – mort le 4 novembre 1974 dans la même ville, est un peintre néerlandais, fils de la peintre Charley Toorop et petit-fils du peintre Jan Toorop. Le cinéaste John Fernhout (1913–1987) était son frère.
L’artiste Rachel Fernhout-Pellekaan (nl) était son épouse.